# Pałac w Kopaninie
Pałac w Kopaninie – neobarokowy pałac w Kopaninie (przysiółek do osady Miedary).

## Historia
Wybudowany w 1889 r. przez rodzinę baronów von Fürstenberg. Reprezentuje neobarok francuski. Obecnie dom opieki społecznej dla dzieci.
Obiekt ma status zabytku – do rejestru zabytków nieruchomych został wpisany 30 kwietnia 1999 pod numerem A/14/99.